# 笠松町の地名
- 岐阜県 > 羽島郡 > 笠松町 > 地名

笠松町の地名（かさまつちょうのちめい）では、同町内に存在する町名・字名を一覧にして記す。括弧内は大字の場合は旧自治体名、数字の場合は成立年もしくは廃止年、町名の場合は旧町名である。

## 1889年
1889年（明治22年）7月1日、羽栗郡笠松村が町制施行し笠松町成立。成立時の地名を以下に記す。
- 笠松町（字無し）
  - 字相生町　※旧・徳田新田
  - 字奈良町　※旧・奈良津新田
  - 字天王町
  - 字二見町
  - 字上新町
  - 字下新町
  - 字宮町
  - 字上本町
  - 字下本町
  - 字宮町
  - 字清住町
  - 字三陣屋町
  - 元陣屋町
  - 字藤九郎町
  - 字上穀町
  - 字下穀町
  - 字西町
  - 字二見町
  - 字宮川町
  - 字藤洞
  - 字掛所西
  - 字掛所前
  - 字大池
  - 字大池北
  - 字東起
  - 字大島
  - 字新町裏
  - 字宮地前
  - 字盛泉西
  - 字古堤北
  - 字銭亀
  - 字寺野
  - 字常盤
  - 字本野
  - 字三ヶ所
  - 字蒲原
  - 字八幡裏
  - 字芝野
  - 字大池北
  - 字天王西
  - 字中道
  - 字東奈良津
  - 字西奈良津
  - 字川端
  - 字横手
  - 字築今
  - 字新屋敷

## 1910年
松枝村大字田代の一部を編入。
- 字柳原町

## 1940年
笠松町の町名・地番が改正され、従来の字を全て廃止し、新たな地名が成立。
- 相生町　（字相生町）
- 朝日町　（字掛所西）
- 泉町　（字掛所西）
- 大池町　（字大池）
- 春日町　（字東起）
- 上新町　（字大島、字二見町、字東起、字上新町、字西奈良津）
- 上本町　（字上本町、字宮町、字下新町）
- 上柳川町　（字掛所前、字宮地前、字盛泉西、字古堤北）
- 如月町　（笠松町）
- 清住町　（字清住町、字大池北、字天王西）
- 県町　（字三陣屋町、字上本町）
- 桜町　（字銭亀、字寺野）
- 下新町　（字下新町、字新町裏）
- 下本町　（字下本町、字西町、字柳原）
- 下柳川町　（字盛泉西、字古堤北）
- 松栄町　（字本町、字東起）
- 新町　（字下本町、字新町裏）
- 司町　（字藤九郎町、字上穀町、字下穀町）
- 月美町　（字本野）
- 天王町　（字天王町）
- 東陽町　（字東起、字上新町）
- 常盤町　（字常盤町）
- 中川町　（字本野、字寺野）
- 中新町　（字上新町、字新町裏）
- 奈良町　（字奈良町）
- 西金池町　（字三ヶ代、字蒲原、字西奈良津）
- 西町　（字西町、字柳原、字蒲原）
- 西宮町　（字上本町、字天王西、字宮町）
- 羽衣町　（笠松町）　※1976年に廃止となり桜町に併合されたが、後年に復活。
- 八幡町　（字新屋敷、字八幡町、字八幡裏、字下新町）
- 東金池町　（字三ヶ所、字蒲原）
- 東宮町　（字宮町、字宮地前、字西町、字新本町）
- 瓢町　（字寺野）
- 二見町　（字八幡裏、字下新町、字二見町）
- 美笠通1 - 3丁目　（笠松町）
- 緑町　（字本野）
- 港町　（字港町、字柳沢）
- 宮川町　（字宮川町、字八幡町、字上新町）
- 門前町　（字芝野、字掛所西、字大池北、字天王西、字古堤北）
- 柳原町　（字柳原町）
- 弥生町　（笠松町）
- 友楽町　（字寺野）
- 若葉町　（字中道、字東奈良津、字川端、字横手、字築今、字藤洞）

## 1950年
1950年（昭和25年）8月1日に松枝村を編入。
- 田代
- 長池
- 北及
- 門間

## 1955年
1955年（昭和30年）4月1日に下羽栗村を編入。
- 米野
- 江川
- 無動寺
- 中野
- 円城寺

## 参考資料
- 角川日本地名大辞典 21 岐阜県